# Hans-Georg Voß
Hans-Georg W. Voß (* 4. April 1944 in Güstrow) ist ein deutscher Sachbuchautor und Psychologe.

## Leben und Werk
Hans-Georg Voß wurde im Jahre 1972 an der Johannes Gutenberg-Universität Mainz über Untersuchungen zur Entwicklung von Persönlichkeitsstrukturen im Kindes- und Jugendalter promoviert.
Voß war von 1978 bis 2009 Professor am Institut für Psychologie der Technischen Universität Darmstadt.
Er forschte und lehrte auf dem Gebiet der Psychologie (Entwicklungspsychologie, Motivationspsychologie, Persönlichkeitspsychologie und Differentielle Psychologie, Kommunikationspsychologie, Familienpsychologie, Forensische Psychologie) und widmete sich Themen der Kriminologie. Schwerpunkte der Forschungen lagen zunächst im Bereich der Entwicklung von Persönlichkeitsstrukturen und der Motivationspsychologie (Neugier und Exploration), ab 2000 beschäftigte er sich mit kriminologischen Themen, insbesondere Stalking und Häuslicher Gewalt.
Voß ist Gründungsmitglied der European Society on Family Relations (ESFR) und war deren Präsident von 2006 bis 2008. Im Jahre 2000 gründete er die Arbeitsstelle für Forensische Psychologie und Gerichtsgutachten an der TU Darmstadt (heute in Riedstadt bei Darmstadt).

## Schriften (Auswahl)
- Neugier und Exploration.[3]
- Ästhetisches Erleben und exploratives Verhalten. Betrachtungen zur Psychologie der Kunst.[4]
- Neugierforschung. Grundlagen-Theorien-Anwendungen[5]
- Curiosity and exploration - Theories and Results.[6]
- Curiosity, exploration, and anxiety.[7]
- Zum Handlungssystem Exploration-Spiel in der frühen Kindheit.[8]
- Entwicklung explorativen Verhaltens in der frühen Kindheit (2.–4. Lebensjahr) und Genese des Neugiermotivs.[9]
- Exploration and Play: research and perspectives in developmental psychology.[10]
- Learning, develompent and synergetics.[11]
- Professioneller Umgang der Polizei mit Opfern und Zeugen[12]
- Stalking in einer Normalpopulation.[13]
- Zur Phänomenologie und Psychologie des Stalking: eine Einführung.[14]
- Zur Psychologie des Stalking.[15]
- Belästigung-Bedrohung-Gefährdung.[16]
- Stalking im Kontext von Beziehungen.[17]
- Stalking in Deutschland - Aus Sicht der Betroffenen und Verfolger.[18]
- Stalking im Kontext von Beziehungen.[19]
- Zur Struktur von Häuslicher Gewalt und Stalking - Neue Ergebnisse.[20]
- Zur Wirksamkeit des Gewaltschutzgesetzes und des § 238 StGB.[21]
- Stalking und Häusliche Gewalt aus psychologischer Sicht.[22]
- Häusliche Gewalt, Stalking und Familiengerichtsverfahren.[23]

## Im Netz abrufbar
- Erfahrungen mit dem § 238 StGB (Nachstellung) in Deutschland[24]
- § 238 StGB „Nachstellung“ und Gewaltschutzgesetz - Wirksamkeit[25]
- „Kinder und Sorgerechts-Streitigkeiten“[26]
- „Häusliche Gewalt, Stalking und Familiengerichtsverfahren“[27]
- „Stalking und Häusliche Gewalt aus psychologischer Sicht“[28]
- „Zur Struktur von Häuslicher Gewalt und Stalking: Neue Ergebnisse“[29]